# 金光仁三郎
金光 仁三郎（かねみつ じんさぶろう、1941年4月17日 - ）は、日本のフランス文学者。中央大学名誉教授。フランス古典主義文学、比較神話学が専門。

## 来歴
東京都生まれ。1966年東京大学仏文科大学院修士課程修了。白百合女子大学文学部仏文学科専任講師、中央大学経済学部助教授、中央大学経済学部教授。2012年定年退任、名誉教授。

## 受賞歴
- 1997年10月 第33回日本翻訳出版文化賞、ジャン・シュヴァリエ他著、金光仁三郎他訳「世界シンボル大事典」大修館書店 1996年12月の翻訳
- 2001年10月 第37回日本翻訳出版文化賞、イヴ・ボンヌフォワ編、金光仁三郎主幹「世界神話大事典」大修館書店 2001年3月の翻訳
- 2020年10月 第56回日本翻訳出版文化賞、ジャン=クロード・ベルフィオール著「ラルース ギリシア・ローマ神話大事典」金光仁三郎主幹、小井戸光彦,本田貴久,大木勲,内藤真奈共訳 大修館書店 2020年6月の翻訳

## 著書
- 『ラシーヌの悲劇』中央大学出版部  1988年
- 『原初の風景とシンボル』大修館書店 2001年
- 『愛と死の神話 モリエールの「ドン・ジュアン」』審美社 2006年
- 『ユーラシアの創世神話-水の伝承』大修館書店 2007年
- 『大地の神話 ユーラシアの伝承』中央大学出版部 2009年

### 監修
- 『知っておきたい伝説の英雄とモンスター』監修、西東社  2007年
- 『知っておきたい世界の女神・天女・鬼女』監修、西東社 2008年
- 『知っておきたい伝説の武器・防具・刀剣』監修、西東社 2008年

### 共著
- 『ゲームの規則 フランス語入門』伊藤洋司,大野一道,渡邉浩司共著 駿河台出版社 2007

### 訳書
- ヴァン・チーゲム『フランス文学理論史』荻原弥彦共訳 紀伊國屋書店  1973年
- Ｊ・マザレラ『フランス詩法　リズムと詩法』滝沢隆幸共訳 海出版社 1980年
- ジャン・トルテル『文学への鍵』南部全司、大野一道共訳 白水社 1987年
- ユベール・ニッサン『エクリチュールへの道』南部全司共訳 審美社 1987年
- ジャン・ルーセ『ドン・ファン神話』審美社 1988年
- ジャン・ラシーヌ『ポール・ロワイヤル略史』審美社 1989年
- ジャン・シュヴァリエ、アラン・ゲールブラン編『世界シンボル大事典』小井戸光彦,山下誠,熊沢一衛,白井泰隆,山辺雅彦共訳　大修館書店 1996年
- イヴ・ボンヌフォワ編『世界神話大事典』大野一道,白井泰隆,安藤俊次,嶋野俊夫,持田明子共訳 大修館書店 2001年
- ジャン・マルカル『ケルト文化事典』渡邉浩司共訳　大修館書店 2002年
- サダム・フセイン『王様と愛人』山辺雅彦共訳　ブックマン社 2004年
- ジュール・ミシュレ『フランス史Ⅳ 17世紀　ルイ14世の世紀』大野一道監修,編集,立川孝一監修 責任編集 藤原書店 2010年
- 『フランス民話集』1 - 5　山辺雅彦,福井千春,渡邉浩司、本田貴久,武田はるか,林健太郎,志々見剛共訳 中央大学出版部 2012年 - 2016年
- ジャン=クロード・ベルフィオール『ラルース ギリシア・ローマ神話大事典』金光・主幹、小井戸光彦,本田貴久,大木勲,内藤真奈共訳 大修館書店 2020年
- ロベール=ジャック・ティボー『北欧・ゲルマン神話シンボル事典』大修館書店 2021年

## 論文
- ＜金光仁三郎